# Melanophryniscus moreirae
Melanophryniscus moreirae – gatunek płaza bezogonowego z rodziny ropuchowatych.

## Systematyka
Gatunek ten jest jednym z przedstawicieli rodzaju Melanophryniscus zaliczanego do rodziny ropuchowatych (Bufonidae).

## Rozmieszczenie geograficzne
Gatunek ten zamieszkuje południowo-wschodnią Brazylię. Początkowo znany był tylko z miejsca typowego w Parku Narodowym Itatiaia w górach Serra da Mantiqueira w stanie Rio de Janeiro. Później odkryto jego obecność w innych miejscach w obrębie tych gór, w tym także na terenie sąsiednich stanów Minas Gerais i São Paulo.

## Ekologia
Płaz bytuje na wysokości 1800–2570 m nad poziomem morza.
Jego siedlisko to połacie wysokogórskich łąk w lesie atlantyckim, a w ich obrębie także bagna słone i bagna tymczasowe.

## Cykl życiowy
Prowadzi dzienny tryb życia. Wykazuje aktywność od września do kwietnia. W porze zimnej i suchej osobniki wchodzą w stan hibernacji w zimowisku w glebie (na głębokości 5–15 cm).
Wykorzystuje do rozrodu nietrwałe zbiorniki wodne, wręcz kałuże tworzące się po obfitych deszczach, by potem wyschnąć. Rozwijają się w nich larwy prowadzące wodny tryb życia.

## Status zagrożenia i ochrona
W Czerwonej księdze gatunków zagrożonych IUCN płaz ten od 2004 roku klasyfikowany jest jako gatunek bliski zagrożenia (NT, ang. Near Threatened); wcześniej, od 2000 roku uznawano go za gatunek zagrożony (EN, ang. Endangered).
W miejscu typowym gatunek występuje dość pospolicie. Trend liczebności populacji oceniany jest jako stabilny.
Z zagrożeń IUCN wymienia zmiany klimatyczne, a lokalnie – nadmierny wypas bydła na górskich łąkach.
Dotychczas obecność tego płaza potwierdzono na jednym obszarze chronionym – w Parku Narodowym Itatiaia. IUCN dostrzega potrzebę większej ochrony i monitoringu gatunku.